# 浦幌駅
浦幌駅（うらほろえき）は、北海道十勝郡浦幌町本町（ほんちょう）にある北海道旅客鉄道（JR北海道）根室本線の駅である。駅番号はK40。電報略号はウラ。事務管理コードは▲110425。
定期旅客列車は普通列車のほか、特急「おおぞら」のうち下り9号・上り2号が停車する。

## 歴史

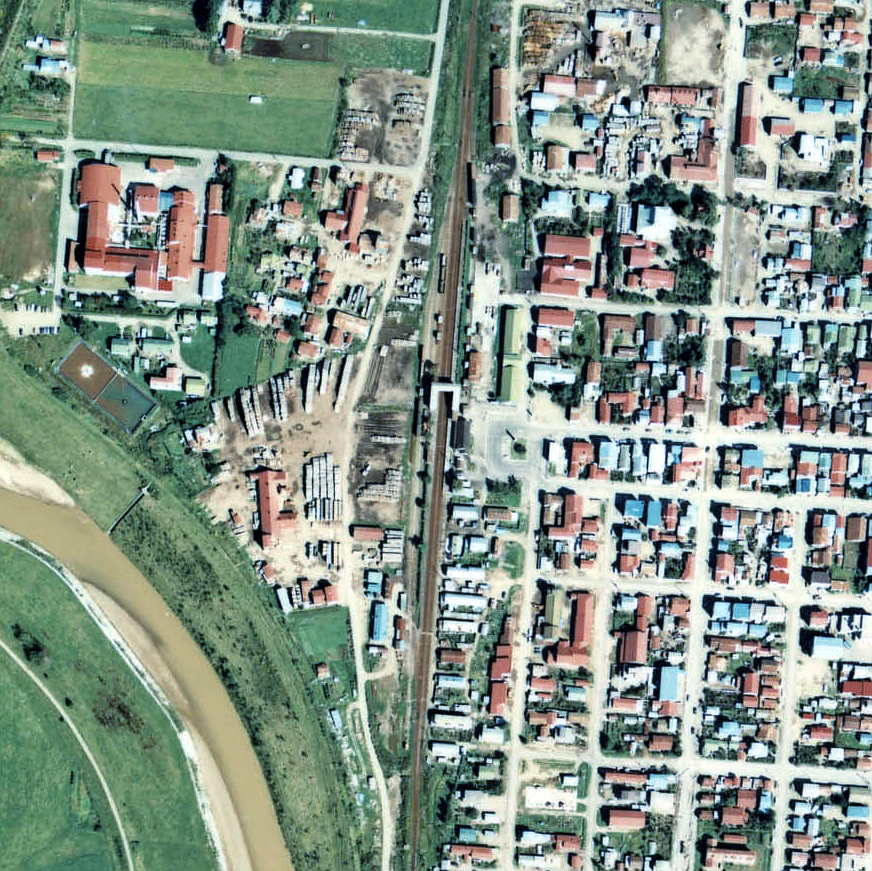
1977年の浦幌駅と周囲約500m範囲。上が根室方面。駅裏の島式ホームは駅表側片面使用で、実質は千鳥状にずれた相対式ホーム2面2線、駅裏側には木材土場用に貨物積卸線と留置線の2本が敷かれて南側に引上線が伸びる。また島式ホームの北側端までの留置用側線1本も有している。駅表側北側（釧路側）には、一般に乗降用ホームが千鳥状に設けられた場合に反対側に設けられることが多い貨物ホームが、乗降用ホームの駅表側に植栽を挟んで長い切欠状に設けられ、貨物積卸線が引き込まれている。構内には多くの貨車が目立つ。貨物取扱廃止後、これらの貨物線の多くは撤去されたが、駅裏の木材土場用積卸線は北側の接続が切られて引込線化され、南側の引上線には保線車用車庫が設けられてどちらも保線用として残されている。

- 1903年（明治36年）12月25日：北海道官設鉄道の駅として開業[4]。一般駅[5]。釧路機関庫浦幌派出所設置[4]。
- 1904年（明治37年）12月15日：釧路機関庫浦幌派出所を池田機関庫扱いに変更[4]。
- 1905年（明治38年）4月1日：国有鉄道に編入。
- 1918年（大正7年）：大和鉱業浦幌炭砿ケナシ坑（常室川流域）より当駅へ馬車鉄道約17km敷設[6][7]。
- 1922年（大正11年）：浦幌炭砿休止に伴い馬車鉄道廃止[6][7][注釈 1]。
- 1933年（昭和8年）：釧路側約4km地点（常豊信号場手前に相当）から分岐する浦幌炭砿までの専用線敷設工事開始[6]。
- 1936年（昭和11年）頃：浦幌炭砿専用線敷設工事中止[6][注釈 2][注釈 3]。
- 1938年（昭和13年）：浦幌炭砿から尺別炭砿側の選炭場へ山越え索道設置、運炭開始[7]。当駅の利用が無くなる[注釈 4]。
- 1966年（昭和41年）12月24日：跨線橋設置[8]。
- 1978年（昭和53年）11月26日：駅舎改築[4]。
- 1982年（昭和57年）9月10日：貨物扱い廃止[4]。
- 1984年（昭和59年）2月1日：荷物扱い廃止[4]。
- 1987年（昭和62年）4月1日：国鉄分割民営化により、北海道旅客鉄道（JR北海道）の駅となる[4]。
- 1995年（平成7年）度：石勝線・根室線高速化工事に伴い同年度に分岐器を弾性分岐器に交換[9]。
- 2022年（令和4年）3月12日：同日のダイヤ改正で、停車する特急「おおぞら」のうち、下り列車を11号から9号に繰り上げ変更[3]。

### 駅名の由来
アイヌ語の「ウララポロ」（霧・多い）、あるいは「オラプオロ（オラポロ）」（ヤマシャクヤク？・の所）からとされる。

## 駅構造
- 2面2線の相対式ホームの地上駅。お互いのホームは跨線橋で連絡している。
- 社員配置駅。管理駅として、新吉野駅、厚内駅を管理下に置いている。
- みどりの窓口設置。

### のりば
| 番線 | 路線      | 方向 | 行先           |
| ---- | --------- | ---- | -------------- |
| 1・2 | ■根室本線 | 上り | 帯広・新得方面 |
| 1・2 | ■根室本線 | 下り | 釧路方面       |

- 基本的に、本線である駅舎側の1番線を使用し、2番線は、列車交換の場合に一部の普通列車が使用する。

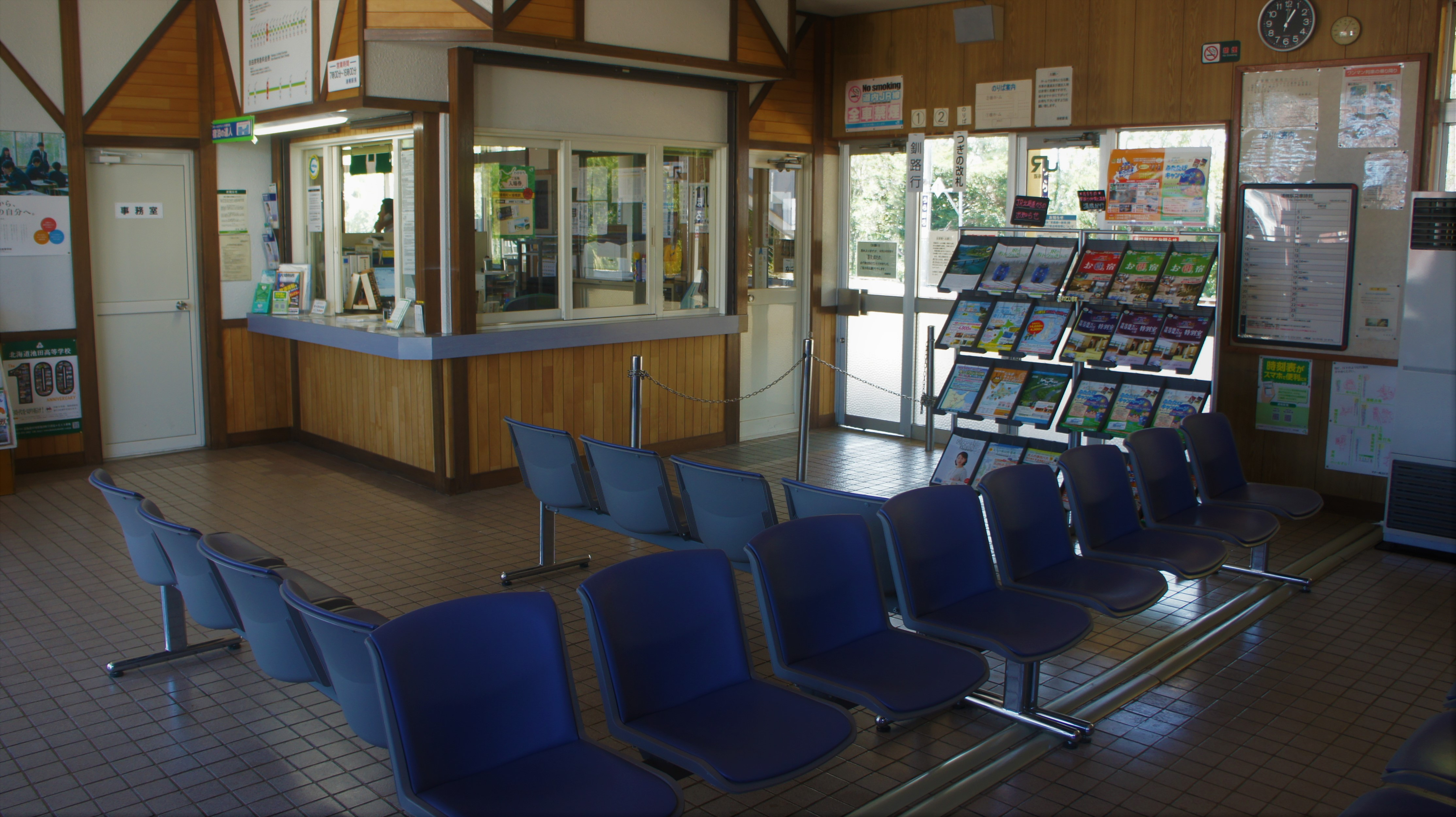
待合室（2018年9月）
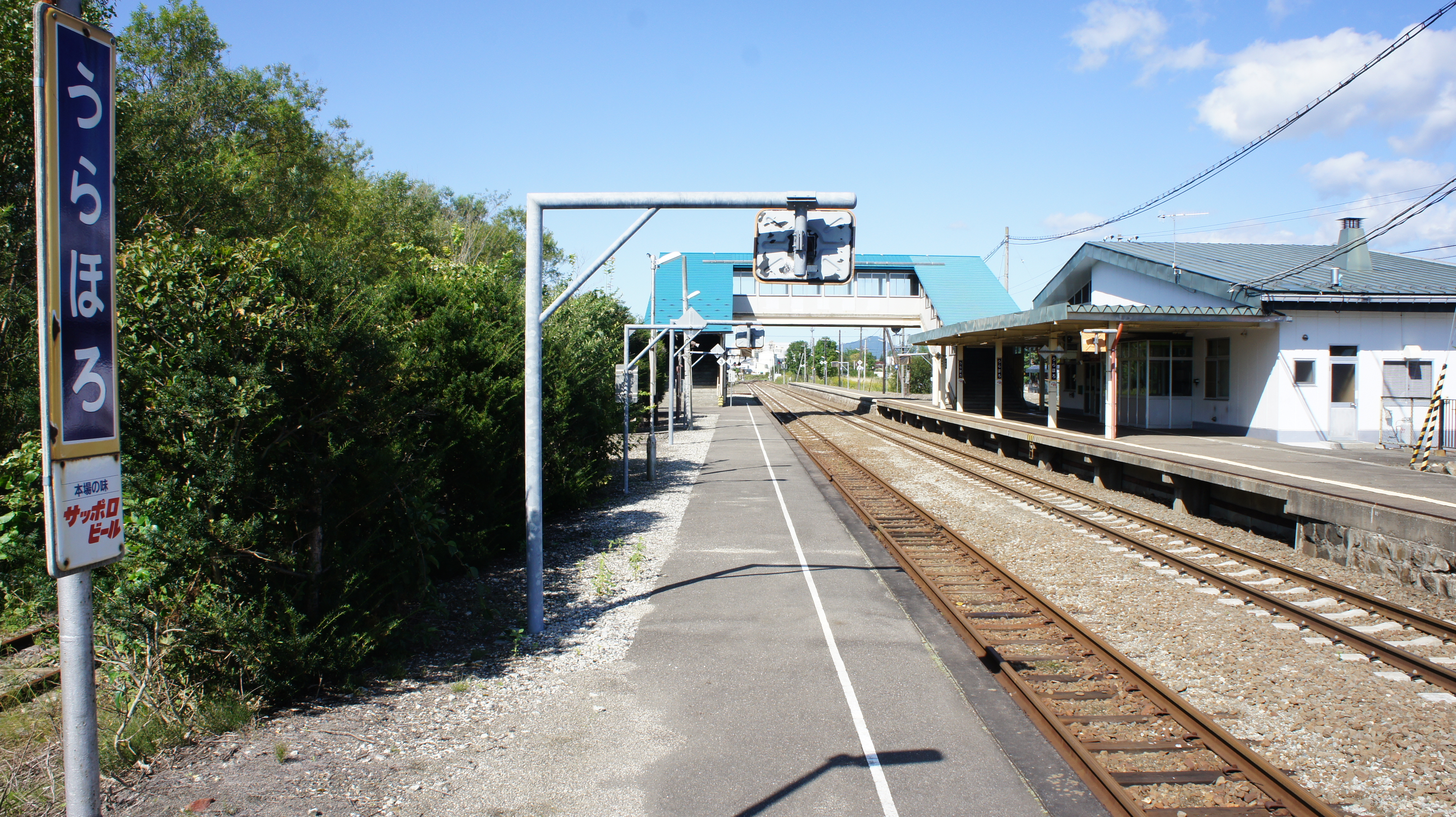
ホーム（2018年9月）
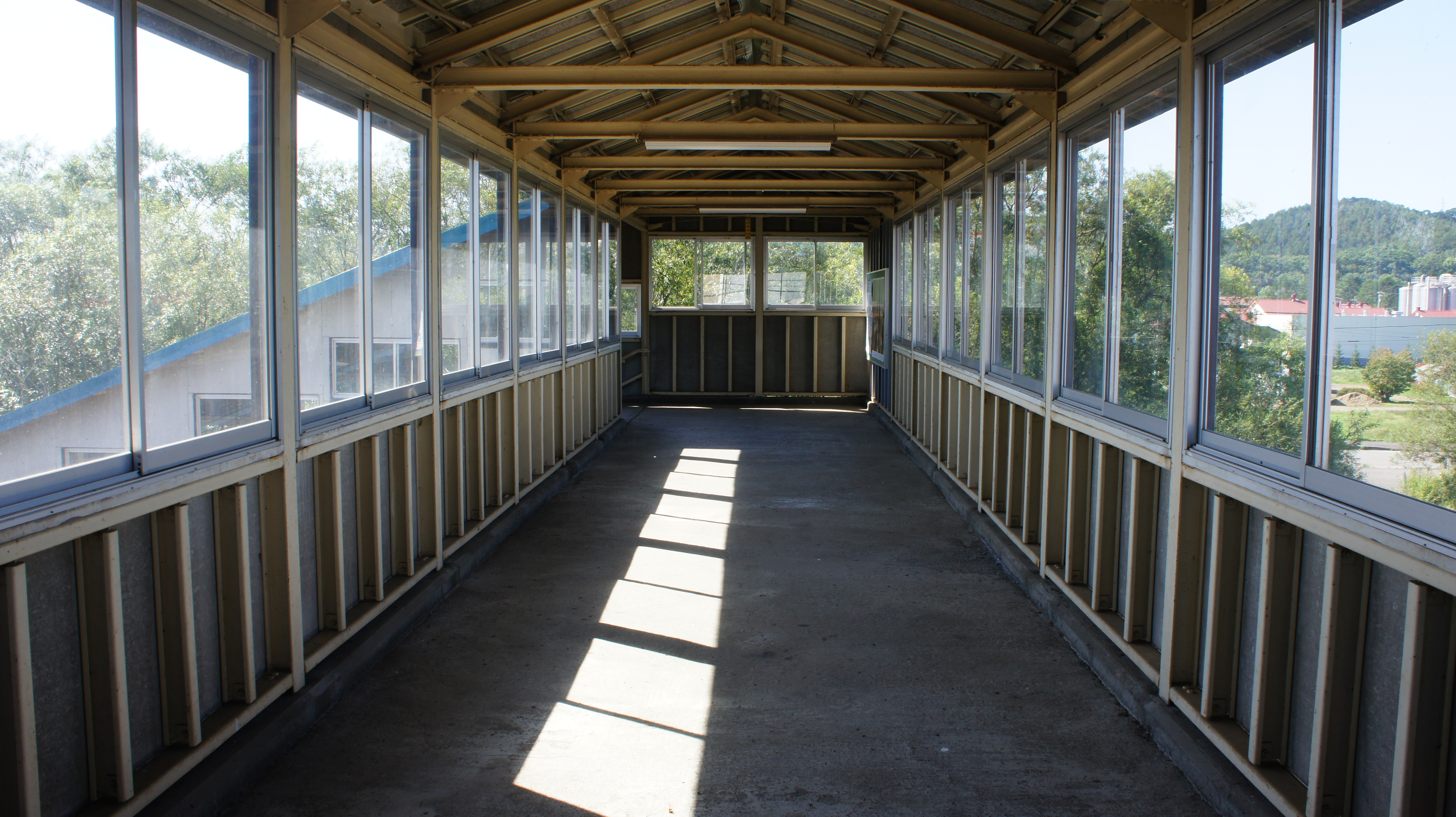
跨線橋（2018年9月）

## 利用状況
1日の平均乗降人員は以下の通りである。
| 乗降人員推移 | 乗降人員推移 |
| 年度         | 1日平均人数  |
| ------------ | ------------ |
| 2011         | 172          |
| 2012         | 156          |
| 2013         | 144          |
| 2014         | 126          |
| 2015         | 124          |
| 2016         |              |
| 2017         | 132          |
| 2018         | 110          |

## 駅周辺
浦幌町の中心駅。
- 北海道道413号浦幌停車場線
- 北海道道56号本別浦幌線、北海道道597号十弗浦幌線
- 浦幌町役場
- 池田警察署浦幌駐在所
- 浦幌郵便局
- 帯広信用金庫浦幌支店
- 浦幌町農業協同組合（JA浦幌町）本所
- 北海道浦幌高等学校
- フクハラ 浦幌店
- 国道38号
- 浦幌町コミュニティバス「コスミックホール」、本別・浦幌生活維持路線バス「JR浦幌駅」停留所[12][13]

## 隣の駅
北海道旅客鉄道（JR北海道）
■根室本線
■普通
新吉野駅 (K39) - 浦幌駅 (K40) - （常豊信号場） - （上厚内信号場） - 厚内駅 (K42)